# Hiregowja, Chikmagalur
Hiregowja là một làng thuộc tehsil Chikmagalur, huyện Chikmagalur, bang Karnataka, Ấn Độ.